# Dilochiopsis
Dilochiopsis là một chi thực vật có hoa trong họ Lan.